# أولغا كوزنكوفا
أولغا سيرجيفنا كوزنكوفا (الروسية: Ольга Серге́евна Кузенкова) هي رامية مطرقة روسية ولدت في يوم 4 أكتوبر 1970 في مدينة سمولينسك. أبرز إنجازاتها هو فوزها بالميدالية الذهبية في دورة الألعاب الأولمبية الصيفية 2004 في أثينا و دورة الألعاب الأولمبية الصيفية 2000 في سيدني. تم إيفافها في سنة 2012 بعد اكتشاف تناولها للمنشطات لتعتزل فيما بعد.